# ۱۹۷۲

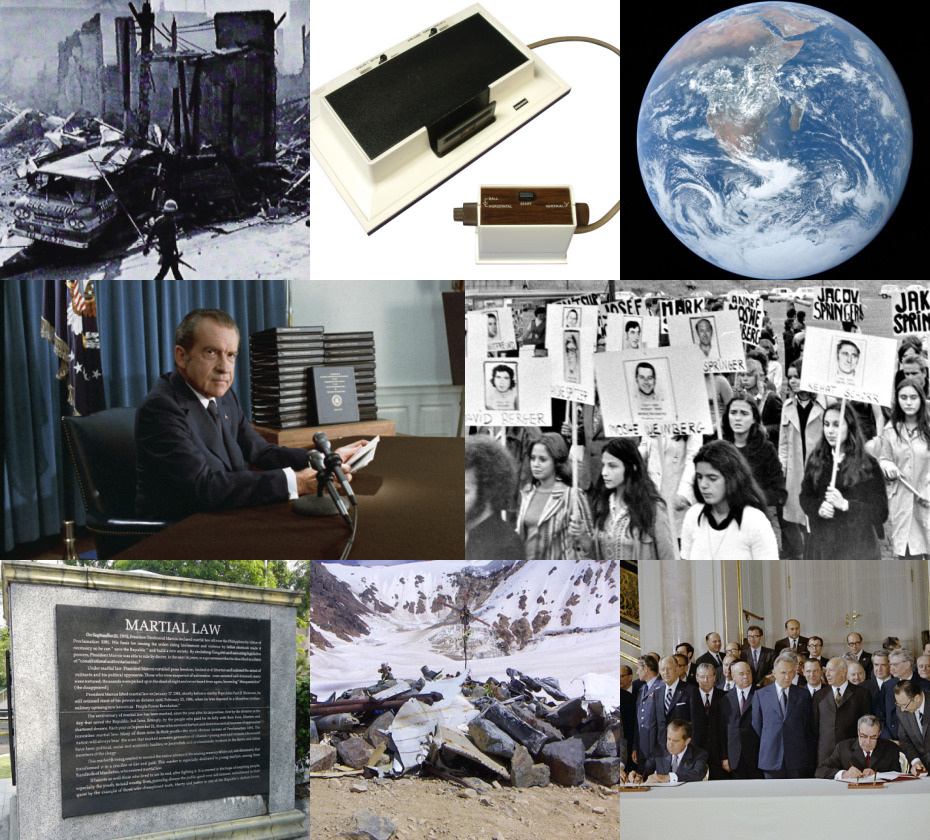

سال ۱۹۷۲ (هزار و نهصد و هفتاد و دو) میلادی، یکی از سالهای دهه ۱۹۷۰ در سده ۲۰ میلادی بود. بر اساس تقویم گریگوری سال مذکور یک سال عادی با ۳۶۵ روز بود. در تقویم هجری شمسی سال ۱۹۷۲ از دی ۱۳۵۰ شروع شد و در دیماه ۱۳۵۱ خاتمه یافت.

## نامگذاری‌ها
در تقویم چینی این سال سال موش نام گرفته‌است.

## رویدادها
- ۱۱ ژانویه - استقلال بنگلادش
- ۲۶ اوت - ۱۱ سپتامبر المپیک مونیخ.
- ۲۹ آوریل - ارائه بازی کامپیوتری آتاری.
- بازی‌های المپیک تابستانی ۱۹۷۲ مونیخ از ۲۶ اوت ۱۹۷۲ تا ۱۱ سپتامبر ۱۹۷۲.
- خروج نظامیان بریتانیا از عمان بعد از حضور چندساله در پایگاه‌های نظامی در این کشور و سرکوب جبهه آزادی‌بخش ظفار در خلال جنگ ظفار

## زادگان
- ۱۱ ژانویه – آماندا پیت، بازیگر و نویسنده آمریکایی
- ۱۹ ژانویه – انغام، خواننده مصری
- ۳ فوریه – جسپر کید، آهنگساز دانمارکی
- ۴ فوریه – جیووانی سیلوا ده اولیویرا، بازیکن فوتبال برزیلی
- ۸ فوریه – بیگ شو، بیگ شو
- ۳ مارس – درن اندرتون، بازیکن فوتبال بریتانیایی
- ۱۵ مارس – مارک هاپس، گیتاریست و خواننده آمریکایی
- ۱۸ مارس – دین کوک، بازیگر آمریکایی
- ۲۶ مارس – آرکادی دوورکوویچ، سیاستمدار اهل روسیه
- ۳۰ مارس – کارل پابورسکی، بازیکن فوتبال اهل جمهوری چک
- ۳ آوریل – جنی گارت، بازیگر آمریکایی
- ۶ آوریل – جیسون هروی، بازیگر آمریکایی
- ۱۲ آوریل – شبنم فراح، خواننده اهل ترکیه
- ۱۶ آوریل – کونچیتا مارتینز، بازیکن تنیس و ورزشکار اسپانیایی
- ۱۹ آوریل – ریوالدو، بازیکن فوتبال برزیلی
- ۲۳ آوریل – چاکی آیس، بازیگر پورنوگرافی اهل مجارستان
- ۲۶ آوریل – آوی نیمنی، بازیکن فوتبال اسرائیلی
- ۱ مه – جولی بنز، بازیگر آمریکایی
- ۲ مه – دواین جانسون، بازیگر،خواننده،تاجر و کشتی گیر سابق آمریکای
- ۷ مه – اصغر فرهادی، فیلمنامه‌نویس و کارگردان ایرانی
- ۸ مه – دارن هیز، خواننده-ترانه‌سرا و خواننده استرالیایی
- ۱۲ مه – ری سیهورن، بازیگر  و کارگردان آمریکایی
- ۱۶ مه – درک میرس، بازیگر آمریکایی
- ۲۱ مه – نوتوریوس بی. آی. جی، رپر آمریکایی
- ۲ ژوئن – وین بردی، مجری تلویزیونی، بازیگر، و خواننده آمریکایی
- ۲ ژوئن – ونتورث میلر، بازیگر و فیلم‌نامه‌نویس آمریکایی
- ۷ ژوئن – کارل اوربان، بازیگر نیوزلندی
- ۱۶ ژوئن – جان چو، معلم، موسیقی‌دان، بازیگر، و خواننده آمریکایی
- ۱۹ ژوئن – ژان دوژاردن، تهیه‌کننده، بازیگر، و کارگردان فرانسوی
- ۲۳ ژوئن – زین‌الدین زیدان، بازیکن فوتبال فرانسوی
- ۲۳ ژوئیه – مارلون وینس، تهیه‌کننده، فیلمنامه‌نویس، بازیگر، صداپیشه، و کارگردان آمریکایی
- ۳۱ ژوئیه – تامی استروناخ، طراح رقص، بازیگر، و رقاص آمریکایی
- ۶ اوت – جری هالیول، بازیگر، نویسنده، و خواننده بریتانیایی
- ۱۰ اوت – انجی هارمون، بازیگر و مدل آمریکایی
- ۱۲ اوت – دمیر دمیرکان، بازیگر و خواننده اهل ترکیه
- ۱۷ اوت – کن رایکر، بازیگر پورنوگرافی آمریکایی
- ۱۹ اوت – سامی چنگ، بازیگر و خواننده بریتانیایی
- ۲۹ اوت – بائه یونگ جون، بازیگر اهل کره جنوبی
- ۴ سپتامبر – فرانسوا ییپ، بازیگر کانادایی
- ۶ سپتامبر – آنیکا نونی رز، بازیگر و خواننده آمریکایی
- ۱۷ سپتامبر – بابی لی، بازیگر آمریکایی
- ۲۲ سپتامبر – متیو راش (بازیگر پورنوگرافی)، بازیگر آمریکایی
- ۲۸ سپتامبر – دیتا ون تیز، طراح رقص، بازیگر، و مدل آمریکایی
- ۴ اکتبر – فن دارخولن، عکاس آمریکایی
- ۱۱ اکتبر – کلودیا بلک، بازیگر استرالیایی
- ۱۷ اکتبر – امینم، رپر،آهنگساز و بازیگر آمریکایی
- ۴ نوامبر – لوئیس فیگو، بازیکن فوتبال پرتغالی
- ۸ نوامبر – گرچن مول، بازیگر آمریکایی
- ۱۳ نوامبر – تاکویا کیمورا، بازیگر و خواننده ژاپنی
- ۲۳ نوامبر – آلف-اینگه هولان، بازیکن فوتبال نروژی
- ۲۶ نوامبر – آرجون رامپال، بازیگر هندی
- ۲۲ دسامبر – ونسا پارادی، خواننده و بازیگر فرانسوی
- ۲۸ دسامبر – پاتریک رفتر، بازیکن تنیس استرالیایی
- ۲۹ دسامبر – جود لا، تهیه‌کننده، صداپیشه، بازیگر، و کارگردان بریتانیایی
- ۳۱ دسامبر – جوئی مک‌اینتایر، خواننده آمریکایی

## درگذشتگان
- ۱ ژانویه – موریس شوالیه، بازیگر و خواننده فرانسوی (ز. ۱۸۸۸)
- ۲۴ ژانویه – جروم کوان، بازیگر آمریکایی (ز. ۱۸۹۷)
- ۲۵ ژانویه – ارهارد میلش، سیاست‌مدار آلمانی (ز. ۱۸۹۲)
- ۲ فوریه – جسی رویس لندیس، بازیگر آمریکایی (ز. ۱۸۹۶)
- ۵ فوریه – ماریان مور، شاعر آمریکایی (ز. ۱۸۸۷)
- ۷ فوریه – والتر لنگ، کارگردان آمریکایی (ز. ۱۸۹۶)
- ۲۰ مارس – مریلین مکسول، موسیقی‌دان، بازیگر، و خواننده آمریکایی (ز. ۱۹۲۱)
- ۸ آوریل – آندرئا فلدمن، بازیگر آمریکایی (ز. ۱۹۴۸)
- ۹ آوریل – جیمز اف. بیرنز، قاضی، دیپلمات، و سیاست‌مدار آمریکایی (ز. ۱۸۷۹)
- ۱۳ آوریل – دورتی دالتون، بازیگر آمریکایی (ز. ۱۸۹۳)
- ۱۶ آوریل – یاسوناری کاواباتا، نویسنده ژاپنی (ز. ۱۸۹۹)
- ۲۵ آوریل – جرج سندرز، بازیگر بریتانیایی (ز. ۱۹۰۶)
- ۲۷ آوریل – قوام نکرومه، دیپلمات، نویسنده، و سیاست‌مدار اهل غنا (ز. ۱۹۰۹)
- ۳۰ آوریل – جیا اسکالا، بازیگر بریتانیایی (ز. ۱۹۳۴)
- ۲ مه – جی. ادگار هوور، افسر آمریکایی (ز. ۱۸۹۵)
- ۳ مه – بروس کابوت، بازیگر آمریکایی (ز. ۱۹۰۴)
- ۴ مه – ادوارد کالوین کندال، شیمی‌دان آمریکایی (ز. ۱۸۸۶)
- ۱۸ مه – سیدنی فرانکلین (کارگردان)، تهیه‌کننده و کارگردان آمریکایی (ز. ۱۸۹۳)
- ۱ اوت – اروین مادلونگ، فیزیک‌دان آلمانی (ز. ۱۸۸۱)
- ۸ سپتامبر – وارن کلوها، شناگر آمریکایی (ز. ۱۹۰۴)
- ۱۲ سپتامبر – ویلیام بوید (هنرپیشه)، بازیگر آمریکایی (ز. ۱۸۹۵)
- ۱۴ سپتامبر – لین چندلر، بازیگر آمریکایی (ز. ۱۸۹۹)
- ۱۷ سپتامبر – آکیم تامیروف، بازیگر روسی (ز. ۱۸۹۹)
- ۱۶ اکتبر – لئو جی. کارول، بازیگر بریتانیایی (ز. ۱۸۸۶)
- ۲۰ اکتبر – هارلو شپلی، ستاره‌شناس آمریکایی (ز. ۱۸۸۵)
- ۲۱ دسامبر – پل هاوسر، سرباز آلمانی (ز. ۱۸۸۰)
- ۲۶ دسامبر – هری ترومن، سیاست‌مدار آمریکایی (ز. ۱۸۸۴)
- ۲۷ دسامبر – لستر بولز پیرسون، دیپلمات، سرباز، تاریخ‌نگار، بازیکن هاکی روی یخ، و سیاست‌مدار کانادایی (ز. ۱۸۹۷)